# Colin Rösler
Colin Rösler (Berlino, 22 aprile 2000) è un calciatore norvegese con cittadinanza tedesca e inglese, difensore del Malmö FF.

## Biografia
È figlio dell'ex calciatore e successivamente allenatore Uwe Rösler. Si chiama Colin in onore di Colin Bell, ex calciatore del Manchester City.
È nato a Berlino, da madre norvegese. Nel 2002, si è trasferito a Lillestrøm assieme alla sua famiglia. All'età di dieci anni si è trasferito in Inghilterra, entrando a far parte delle giovanili del Manchester City un anno più tardi.

## Carriera

### Club
Dopo aver giocato nelle giovanili del Manchester City, ad agosto 2019 ha firmato un contratto triennale con gli olandesi del NAC Breda. Il calciatore si è trasferito nella nuova squadra a titolo gratuito, nell'ambito di una partnership tra i due club. Ha esordito in Eerste Divisie in data 30 agosto 2019, in sostituzione di Ivan Ilić nella sconfitta per 2-1 subita sul campo del Volendam. Nei primi mesi in squadra, è stato schierato al centro della difesa assieme a Roger Riera.
Ha segnato la prima rete in squadra durante la stagione seguente, precisamente il 28 marzo 2021: è stato autore di un gol nella vittoria per 3-1 sul De Graafschap.
Il 30 dicembre 2021 è stato ufficializzato il suo passaggio ai norvegesi del Lillestrøm, a cui si è legato con un contratto triennale. L'accordo per il trasferimento è stato raggiunto a titolo gratuito, con il club olandese che ha mantenuto una percentuale sulla futura rivendita. Ha debuttato in Eliteserien il 2 aprile 2022, schierato titolare nel pareggio per 2-2 arrivato in casa dell'HamKam.
Il 28 dicembre 2022 è stato annunciato il suo approdo agli svedesi del Mjällby. Il 3 aprile 2023 ha quindi esordito in Allsvenskan, nel pareggio casalingo per 2-2 contro il Varberg. Il 14 maggio successivo ha segnato la prima rete nella massima divisione locale, nel 3-0 sul Sirius. In quella stagione è sceso in campo dal primo minuto in tutte e trenta le giornate dell'Allsvenskan 2023. Rösler ha iniziato al Mjällby anche la stagione 2024 contribuendo alla sorprendente stagione della formazione giallonera che, al momento della sua cessione avvenuta a campionato in corso, occupava temporaneamente il quarto posto in classifica dopo diciassette giornate.
Il 5 agosto 2024, infatti, è stato acquistato a titolo definitivo dalla capolista Malmö FF, squadra che aveva ceduto il difensore Derek Cornelius proprio il giorno prima.

### Nazionale
Il 31 maggio 2023 è stato incluso tra i convocati del commissario tecnico Leif Gunnar Smerud in vista dell'imminente campionato europeo Under-21. La Norvegia è stata eliminata al termine della fase a gironi.
Il 17 novembre 2024 esordisce in nazionale maggiore nel successo per 5-0 in Nations League contro il Kazakistan.

## Statistiche

### Presenze e reti nei club
Statistiche aggiornate al 6 ottobre 2023.
| Stagione         | Club             | Campionato       | Campionato | Campionato | Coppe nazionali | Coppe nazionali | Coppe nazionali | Coppe continentali | Coppe continentali | Coppe continentali | Supercoppe | Supercoppe | Supercoppe | Totale | Totale |
| Stagione         | Club             | Comp             | Pres       | Reti       | Comp            | Pres            | Reti            | Comp               | Pres               | Reti               | Comp       | Pres       | Reti       | Pres   | Reti   |
| ---------------- | ---------------- | ---------------- | ---------- | ---------- | --------------- | --------------- | --------------- | ------------------ | ------------------ | ------------------ | ---------- | ---------- | ---------- | ------ | ------ |
| 2019-2020        | NAC Breda        | 1D               | 11         | 0          | CO              | 2               | 0               | -                  | -                  | -                  | -          | -          | -          | 13     | 0      |
| 2020-2021        | NAC Breda        | 1D               | 25+1       | 1+0        | CO              | 0               | 0               | -                  | -                  | -                  | -          | -          | -          | 26     | 1      |
| 2021-gen. 2022   | NAC Breda        | 1D               | 8          | 0          | CO              | 1               | 0               | -                  | -                  | -                  | -          | -          | -          | 9      | 0      |
| Totale NAC Breda | Totale NAC Breda | Totale NAC Breda | 44+1       | 1+0        |                 | 3               | 0               |                    | -                  | -                  |            | -          | -          | 48     | 1      |
| 2022             | Lillestrøm       | ES               | 14         | 0          | CN+CN           | 2+3             | 0               | UECL               | 2                  | 1                  | -          | -          | -          | 21     | 1      |
| 2023             | Mjällby          | A                | 26         | 1          | CS+CS           | 6+1             | 0               | -                  | -                  | -                  | -          | -          | -          | 33     | 1      |
| Totale           | Totale           | Totale           | 84+1       | 2+0        |                 | 15              | 0               |                    | 2                  | 1                  |            | -          | -          | 102    | 3      |

### Cronologia presenze e reti in nazionale
| Cronologia completa delle presenze e delle reti in nazionale ― Norvegia | Cronologia completa delle presenze e delle reti in nazionale ― Norvegia | Cronologia completa delle presenze e delle reti in nazionale ― Norvegia | Cronologia completa delle presenze e delle reti in nazionale ― Norvegia | Cronologia completa delle presenze e delle reti in nazionale ― Norvegia | Cronologia completa delle presenze e delle reti in nazionale ― Norvegia | Cronologia completa delle presenze e delle reti in nazionale ― Norvegia | Cronologia completa delle presenze e delle reti in nazionale ― Norvegia |
| Data                                                                    | Città                                                                   | In casa                                                                 | Risultato                                                               | Ospiti                                                                  | Competizione                                                            | Reti                                                                    | Note                                                                    |
| ----------------------------------------------------------------------- | ----------------------------------------------------------------------- | ----------------------------------------------------------------------- | ----------------------------------------------------------------------- | ----------------------------------------------------------------------- | ----------------------------------------------------------------------- | ----------------------------------------------------------------------- | ----------------------------------------------------------------------- |
| 17-11-2024                                                              | Oslo                                                                    | Norvegia                                                                | 5 – 0                                                                   | Kazakistan                                                              | UEFA Nations League 2024-2025 - 1º turno                                | -                                                                       | 85’                                                                     |
| Totale                                                                  |                                                                         | Presenze                                                                | 1                                                                       |                                                                         | Reti                                                                    | 0                                                                       |                                                                         |

## Palmarès

### Club

#### Competizioni nazionali
- Campionato svedese: 1

Malmö FF: 2024